# Nepenthes izumiae
Nepenthes izumiae Troy Davis, C.Clarke & Tamin, 2003 è una pianta carnivora della famiglia Nepenthaceae, endemica di Sumatra, dove cresce a 1700–1900 m.

## Conservazione
La Lista rossa IUCN classifica Nepenthes izumiae come specie a rischio minimo (Least Concern).